# 山本一義
山本 一義（やまもと かずよし、1938年7月22日 - 2016年9月17日）は、広島県広島市皆実町（現：南区皆実町）出身のプロ野球選手（外野手）・コーチ・監督、解説者・評論家。

## 経歴

### プロ入り前
父親は中国新聞社の人事部長。天満町で生まれ、原爆投下時は広島市郊外の三入へ疎開していて自身は無事であったが、父は通勤途中に被爆した。小学5年時に皆実町へ引っ越し、1950年1月15日に広島西練兵場（現在の広島県庁舎付近）で行われた広島カープ結団披露式に父に連れられ見に行く。広島市立翠町中学校では同郷で2学年下の張本勲と知り合いになり、対戦経験（投手・山本相手に張本が三振）があるほか、山本が張本に広島商業入学を誘ったこともあった。中学卒業後の1954年に広島商業高校へ進み、超高校級スラッガーとして鳴らした。3年次の1956年夏の県予選では13打席で10回敬遠され、やっと勝負してきた初球を本塁打にしたという逸話も残る。投手としても実績を残し、2年次の1955年の秋季中国大会決勝では大社高を完封している。3年次の1956年には同期のエース上土井勝利（卒業後広島カープに入団）を擁し、甲子園に春夏連続出場。春の選抜では1回戦で県岐阜商の清沢忠彦に抑えられ惜敗し、夏の選手権でも初戦となった2回戦で済々黌高に敗れる。高校卒業後は1957年に法政大学へ進学し、東京六大学野球リーグでは1年次の同年からレギュラーとなる。4年次の1960年春季リーグでは4番打者兼主将として活躍。同期の山崎正之、1年下の新山彰忠の好投もあり、法大に12年ぶり7度目のリーグ優勝をもたらした。同年の全日本大学野球選手権大会でも、決勝で同志社大のエース山尾孝雄を攻略し初優勝を飾る。法大が優勝争いの常連となるのはこの年からで、山本はリーグ史上初の4年間8シーズン全試合フル出場を記録し、ベストナインにも2回選出される。山崎以外の大学同期に捕手の鈴木孝雄、一塁手の田中和男がいた。山本浩二は東京六大学の中継を見て同姓同郷の山本に憧れて法政に進学したという。

### 現役時代
プロの全球団から誘いを受け、広商の大先輩で高校時代から目をかけてもらった鶴岡一人監督率いる南海ホークスに入るつもりであったが、それを父に話すと酷く落胆。また当時の通産大臣でカープ後援会の名誉会長であった池田勇人から説得され、1961年に地元の広島カープへ入団。1年目の同年は開幕から5番・右翼手に抜擢され、初打席初安打初打点を記録したが、力不足は否めず打撃は低迷する。しかし3年目の1963年には左翼手の定位置を得て興津立雄・森永勝也らと共に中心打者として活躍。1964年には初の規定打席到達でリーグ9位に入り、21試合に4番打者として起用された。1966年はリーグ8位で初の打率.300を記録し、初のベストナインにも選出される。1967年は右翼手に回り、自己最高でリーグ4位の打率.311を記録。1968年は開幕から4番打者に座って球団史上初のAクラス入りに貢献すると、1969年にはリーグ5位の打率.294で21本塁打を放って2度目のベストナイン選出。タイトル獲得は無かったが、低迷期のチームにあって地元出身の生え抜きのスター選手として大きな役割を果たした。1972年まで右翼手の定位置を守るが、1973年には新外国人のジム・ヒックスが外野の一角を奪い、出場機会が減少する。チームの主将を務め、1974年からはコーチを兼任。1975年はレギュラーから外れたがリーグ初優勝を経験し、阪急との日本シリーズ第4戦では2回表に足立光宏から本塁打を放つ。同年引退。

### 引退後
引退後も広島で一軍打撃コーチ（1976年 - 1977年）→二軍打撃コーチ（1978年 - 1979年）を務め、古葉竹識監督と共に高橋慶彦・山崎隆造を球界の先駆けとなるスイッチヒッターに育成したほか、木下富雄・長内孝らを育てた。大野豊のプロ入りは、出雲市で開催された山本と池谷公二郎のカープ野球教室が切っ掛けである。在任中は古葉の後継監督候補と見なされていたが、古葉が好成績を続けたため、広島を退団。監督の西本幸雄に招かれ、1980年から1981年まで近鉄バファローズ二軍打撃コーチを務めた。
1981年オフ、ロッテオリオンズは契約を1年残して退団した山内一弘の後任監督選定に難航。ロッテ本社は「10人の候補者リスト」を作り、最初は同年を以てロッテで現役引退した張本に要請したが断られ、さらに野村克也（当時TBSテレビ・ラジオ解説者）・土橋正幸（当時フジテレビ・ニッポン放送解説者）・豊田泰光（当時フジテレビ・文化放送解説者）にも断られた。他に元監督の金田正一（当時日本テレビ解説者）や、OBでコーチ経験のある醍醐猛夫（当時テレビ埼玉解説者）の名前も挙がっていたという。続いて有藤道世のプレイングマネージャー案も重光武雄オーナーの「あと3年、プレーヤーに専念させよう」という意向で流れ、最終的に重光が旧知の鶴岡に次期監督を相談、大学の先輩である鶴岡の推薦により山本が監督に就任。山本のロッテ監督就任は、鶴岡だけでなく張本も推薦したという。就任決定時、当時山本が単身赴任していた近鉄の合宿所「球友寮」では、「今朝、“大事な用があるから”と出かけて行ったけど、大事過ぎるやんか」とテレビのニュースを見て選手が大騒ぎになったという。近鉄は当初翌年のコーチ留任を前提としていたため、カレンダーには、このオフに西本の後任として監督に昇格したばかりの関口清治を囲む山本他一軍首脳陣の写真を掲載していたが、山本のロッテ監督就任要請を受けて「ごく最近ですがロッテから話がありました。ウチとしても手放したくはないんですが、本人にとって非常に良いチャンス。本人が望むなら、出世していくんだし、喜んで送り出そうと－ということになりました」と、山崎弘海球団代表がコメントした。1982年前期は4月から5月の6連敗で最下位に落ちると、一度も浮上できず最下位、後期4位の年間5位、投手陣の大黒柱の村田兆治が右ヒジ痛で6試合にとどまり、勝ち頭が水谷則博の14勝で、チーム防御率4.24とリーグ最低。頼みの打線もレロン・リーが負傷し本塁打15本と低迷、落合博満が戦後史上最年少の28歳で三冠王獲得に加え、最多勝利打点（13）、最高出塁率もマーク。1983年は5月中旬の6連敗と下旬から6月にかけての8連敗と後退。6月に最下位に定着し、そのまま抜け出せず。敗因は何と言っても村田を欠き、チーム防御率は12球団最下位の5.12と投壊の投手陣、12勝と奮闘した深沢恵雄も防御率4.53、打率.332をマークして3年連続首位打者の落合の活躍が唯一の明るい話題で、球団史上初の年間最下位となり解任されたが、シーズン後半は、高沢秀昭やスイッチヒッターに転向させた西村徳文ら、若手を我慢して起用して育てた。退任後は鶴岡の計らいで南海一軍打撃コーチ（1984年 - 1985年）を務め、山本和範・吉田博之らを育てた。
南海退団後は関西テレビ（1986年 - 1988年）→中国放送（1989年 - 1993年）解説者・サンケイスポーツ評論家（1986年 - 1992年）を務め、評論活動と並行してカープアカデミーコーチ（1991年 - 1993年）も務めた。
関西テレビ解説者時代の1988年、生一本の性格で現役時代からウマが合った村山実が阪神監督に復帰。村山は山本に入閣を打診したが、山本が病気の父親の付き添いで病院に寝泊まりして連絡が取れず、時間切れで実現しなかった。その後1989年に、大下剛史の広島コーチ復帰で解説者の余裕がなくなっていた中国放送と契約した。
1994年には古巣・広島に一軍チーフ兼打撃コーチとして復帰し、金本知憲・木村拓也を育成したほか、キャンプで打球が前に飛ばなかったルイス・ロペスをセ・リーグ史上ただ一人、来日1年目から2年連続3割100打点（打点王）を獲らせるなど多くの強打者を育成した。金本は「三村さんと山本一義さんは野球界の恩人」と著書に記している。スランプに陥った時アドバイスを求めた緒方孝市に対してはフォーム改造に二人三脚で取り組み、中距離打者に変身させた。1998年退任。
晩年は日刊スポーツ評論家を務めたほか、プロ野球マスターズリーグに所属。母校・法大の臨時コーチ、全日本少年硬式野球連盟大会会長などで後進の指導にあたった。広島コーチ時代に山本を指導した広岡達朗による東北楽天ゴールデンイーグルスの再建案でも打撃コーチに推されていた。広岡私案は野村の監督就任でご破算になったが、高い打撃理論と熱血指導で知られた。
2016年9月17日午後9時4分、尿管癌のため広島市内の病院で死去。78歳没。25年ぶりにリーグ優勝を果たしたカープに配慮した本人の意志により公表は10月3日まで控えられた。

## 詳細情報

### 年度別打撃成績
| 年 度      | 球 団      | 試 合 | 打 席 | 打 数 | 得 点 | 安 打 | 二 塁 打 | 三 塁 打 | 本 塁 打 | 塁 打 | 打 点 | 盗 塁 | 盗 塁 死 | 犠 打 | 犠 飛 | 四 球 | 敬 遠 | 死 球 | 三 振 | 併 殺 打 | 打 率 | 出 塁 率 | 長 打 率 | O P S |
| ---------- | ---------- | ----- | ----- | ----- | ----- | ----- | -------- | -------- | -------- | ----- | ----- | ----- | -------- | ----- | ----- | ----- | ----- | ----- | ----- | -------- | ----- | -------- | -------- | ----- |
| 1961       | 広島       | 89    | 223   | 194   | 19    | 40    | 8        | 1        | 2        | 56    | 21    | 1     | 1        | 0     | 1     | 25    | 1     | 3     | 30    | 3        | .206  | .306     | .289     | .595  |
| 1962       | 広島       | 81    | 200   | 180   | 10    | 35    | 9        | 1        | 2        | 52    | 12    | 0     | 0        | 0     | 1     | 18    | 0     | 1     | 29    | 4        | .194  | .271     | .289     | .560  |
| 1963       | 広島       | 120   | 418   | 371   | 50    | 94    | 18       | 1        | 12       | 150   | 47    | 0     | 4        | 3     | 4     | 38    | 0     | 2     | 30    | 11       | .253  | .326     | .404     | .730  |
| 1964       | 広島       | 111   | 464   | 396   | 51    | 115   | 24       | 2        | 11       | 176   | 44    | 1     | 2        | 0     | 4     | 60    | 4     | 4     | 33    | 3        | .290  | .389     | .444     | .834  |
| 1965       | 広島       | 129   | 506   | 438   | 47    | 112   | 25       | 0        | 15       | 182   | 59    | 4     | 3        | 0     | 4     | 63    | 0     | 1     | 36    | 6        | .256  | .351     | .416     | .766  |
| 1966       | 広島       | 123   | 497   | 424   | 55    | 127   | 25       | 2        | 15       | 201   | 70    | 2     | 2        | 0     | 4     | 61    | 8     | 8     | 23    | 5        | .300  | .398     | .474     | .872  |
| 1967       | 広島       | 119   | 481   | 421   | 47    | 131   | 20       | 1        | 16       | 201   | 58    | 3     | 5        | 0     | 5     | 50    | 7     | 5     | 39    | 14       | .311  | .391     | .477     | .868  |
| 1968       | 広島       | 124   | 501   | 426   | 56    | 109   | 23       | 2        | 17       | 187   | 62    | 2     | 4        | 0     | 6     | 64    | 10    | 5     | 56    | 11       | .256  | .360     | .439     | .799  |
| 1969       | 広島       | 115   | 459   | 402   | 51    | 118   | 13       | 1        | 21       | 196   | 66    | 4     | 4        | 0     | 1     | 51    | 4     | 5     | 58    | 7        | .294  | .380     | .488     | .867  |
| 1970       | 広島       | 113   | 404   | 346   | 37    | 94    | 18       | 0        | 12       | 148   | 42    | 2     | 6        | 0     | 7     | 47    | 5     | 4     | 49    | 6        | .272  | .365     | .428     | .793  |
| 1971       | 広島       | 98    | 342   | 288   | 44    | 72    | 16       | 0        | 13       | 127   | 41    | 0     | 3        | 0     | 5     | 42    | 2     | 7     | 32    | 14       | .250  | .359     | .441     | .800  |
| 1972       | 広島       | 120   | 417   | 365   | 55    | 103   | 22       | 0        | 17       | 176   | 68    | 0     | 3        | 0     | 2     | 46    | 4     | 4     | 41    | 15       | .282  | .369     | .482     | .851  |
| 1973       | 広島       | 91    | 258   | 229   | 19    | 63    | 6        | 1        | 9        | 98    | 26    | 1     | 2        | 1     | 2     | 24    | 6     | 2     | 18    | 9        | .275  | .349     | .428     | .777  |
| 1974       | 広島       | 90    | 268   | 237   | 22    | 68    | 11       | 1        | 7        | 102   | 21    | 2     | 0        | 0     | 2     | 27    | 3     | 2     | 33    | 6        | .287  | .365     | .430     | .795  |
| 1975       | 広島       | 71    | 144   | 129   | 6     | 27    | 6        | 1        | 2        | 41    | 18    | 0     | 0        | 0     | 2     | 13    | 2     | 0     | 12    | 5        | .209  | .282     | .318     | .600  |
| 通算：15年 | 通算：15年 | 1594  | 5582  | 4846  | 569   | 1308  | 244      | 14       | 171      | 2093  | 655   | 22    | 39       | 4     | 50    | 629   | 56    | 53    | 519   | 119      | .270  | .360     | .432     | .792  |

- 各年度の太字はリーグ最高

### 年度別監督成績
| 年度      | 球団      | 順位      | 試合 | 勝利 | 敗戦 | 引分 | 勝率 | ゲーム差   | チーム 本塁打 | チーム 打率 | チーム 防御率 | 年齢       |
| --------- | --------- | --------- | ---- | ---- | ---- | ---- | ---- | ---------- | ------------- | ----------- | ------------- | ---------- |
| 1982年    | ロッテ    | 5位       | 130  | 54   | 69   | 7    | .439 | 6位・4位   | 123           | .263        | 4.24          | 44歳       |
| 1983年    | ロッテ    | 6位       | 130  | 43   | 76   | 11   | .361 | 39.5       | 128           | .264        | 5.12          | 45歳       |
| 通算：2年 | 通算：2年 | 通算：2年 | 260  | 97   | 145  | 18   | .400 | Bクラス2回 | Bクラス2回    | Bクラス2回  | Bクラス2回    | Bクラス2回 |

- ※1　1973年から1982年までは前後期制のため、ゲーム差欄の順位は前期、後期の順に表示
- ※2　1982年から1996年までは130試合制

### 表彰
- ベストナイン：2回 （外野手部門：1966年、1969年）

### 記録
初記録
- 初出場：1961年4月8日、対大洋ホエールズ1回戦（川崎球場）、5番・右翼手で先発出場
- 初打席・初安打・初打点：同上、1回表に秋山登から左越2点適時二塁打
- 初本塁打：1961年4月19日、対国鉄スワローズ2回戦（広島市民球場）、4回裏に村田元一からソロ

節目の記録
- 100本塁打：1969年6月3日、対大洋ホエールズ11回戦（広島市民球場）、2回裏に山下律夫から右越先制ソロ　※史上51人目
- 1000試合出場：1969年10月2日、対アトムズ24回戦（広島市民球場）、4番・右翼手で先発出場　※史上143人目
- 1000安打：1971年5月20日、対中日ドラゴンズ6回戦（広島市民球場）、3回裏に田辺修から右前安打　※史上76人目
- 150本塁打：1972年8月8日、対サンケイアトムズ14回戦（明治神宮野球場）、9回表に石岡康三から右越2ラン　※史上33人目
- 1500試合出場：1974年8月13日、対阪神タイガース19回戦（広島市民球場）、1番・左翼手で先発出場　※史上47人目

その他の記録
- オールスターゲーム出場：5回 （1965年 - 1969年）

### 背番号
- 7 （1961年 - 1975年）
- 73 （1976年 - 1979年）
- 77 （1980年 - 1985年、1994年 - 1998年）

## 関連情報

### 出演番組
- S☆1 BASEBALL - RCCテレビ及びTBS系列のプロ野球中継番組の現行タイトル。
- RCCカープナイター - RCCラジオのプロ野球ナイター中継番組の現行タイトル。
- 野球道（関西テレビ・フジテレビ系列のプロ野球中継における現行統一タイトル〔関西テレビローカルは「プロ野球中継（西暦）」〕）
- プロ野球ニュース
- OBCビッグナイター